# 항공집단
항공집단(航空集団 고쿠슈단[*], 영어: Fleet Air Force)은 해상자위대 항공대의 전투작전부대 사령부이다. 
조종사, 전술항공사, 항공사의 육성은 방위대신 직속 교육항공집단에서 맡고 있다.

## 역사
1961년 9월 1일, 자위함대 직할부대로 항공집단이 창설되었다. 사령부는 시모후사 항공기지에 두고, 앞서 이미 창설되어 있던 카노야 항공대, 하치노헤 하공대, 도쿠시마 항공대, 다테야마 항공대가 제1, 2, 3, 21항공군으로 서수부대로 재편성하여 예속받았다.  
정확히 1년 뒤의 이듬해인 1962년 9월 1일에 시모후사 항공기지에서 제4항공군이 창설되었다.
1969년 7월 29일 제4항공군 예하 51항공대가 항공집단 직할부대로 예속되었다.
1971년 12월 20일, 직할부대로 제61항공대, 이듬해 오키나와 반환에 따라 오키나와의 방공을 책임질 부대인 임시 오키나와 항공파견대(臨時沖縄航空派遣隊)가 창설되었다. 이후, 오키나와 항공파견대는 12월 21일에 항공대로 증편되었다.
1973년 3월 1일, 이와쿠니 항공기지에서 제31항공군을 창설되었다. 제3항공군은 도쿠시마 교육항공군으로 재편성되어 교육항공집단으로 전속하였다. 10월 16일, 임시 오키나와 항공대의 임시상태가 풀려나 정식부대로 승격되고, 아쓰기 항공기지에 항공관제대가 창설되었다. 그 해, 크리스마스 날에 항공집단의 사령부와 제4항공군이 아쓰기 항공기지로 이사하였다.
1974년 2월 16일, 항공집단 사령부와 제4항공군의 두 조직이 이사가고 남은 시모후사 항공기지에 제111항공대가 창설되었다.
1977년 12월 27일, 하치오헤 항공기지에 항공시설대가 창설되었다.
1981년 7월 15일, 오키나와 항공대가 제5항공군으로 재편성되었다. 10월 31일, 제51항공대가 아쓰기 항공기지로 이사하였다.
1987년 12월 1일, 오무라 항공기지에서 제22항공군이 창설되었다.
1989년 9월 1일, 제111항공대가 이와쿠니 항공기지로 이상하였다.
1998년 12월 8일, 카노야 공작소와 하치노헤 공작소가 각각 제1,2항공수리대로 개편되어 항공집단 직속부대로 예속되었다. 그리고 항공군 예하 지원정비대와 항공기지 보급대가 통합되어 정비보급대로 재편성되었다.
2001년 6월 27일, 항공시설대가 기동시설대로 개편되었다.

## 편성
- 제1항공군 - 가노야 항공기지
- 제2항공군 - 하치노헤 항공기지
- 제3항공군; 1958년 3월 16일, 창설 ~ 1973년 3월 1일, 폐지
- 제4항공군 - 아쓰기 항공기지
- 제5항공군 - 나하 항공기지
- 제21항공군 - 다테야마 항공기지
- 제22항공군 - 오무라 항공기지
- 제31항공군 - 이와쿠니 항공기지
- 제51항공대 - 아쓰기 항공기지
- 제61항공대 - 아쓰기 항공기지
- 제111항공대 - 이와쿠니 항공기지
- 제1항공수리대 - 가노야 항공기지
- 제2항공수리대 - 하치노헤항공기지
- 항공관제대 - 아쓰기 항공기지
- 기동시설대 - 하치노헤 항공기지

## 참고
1. ↑  “昭和55年度防衛白書” (일본어). 防衛庁.